# Wickham (Hampshire)
Wickham is een civil parish in het bestuurlijke gebied Winchester, in het Engelse graafschap Hampshire met 4299 inwoners.